# Enicospilus russatus
Enicospilus russatus là một loài tò vò trong họ Ichneumonidae.